# Daniel Ibañes Caetano
Daniel Ibañes Caetano, noto semplicemente come Daniel Ibañes (San Paolo, 6 luglio 1976), è un allenatore di calcio a 5 ed ex giocatore di calcio a 5 brasiliano naturalizzato spagnolo; con la Spagna è stato campione del mondo nel 2000 e campione europeo nel 2001, 2005, 2007 e 2010.

## Carriera
A diciannove anni esordisce nella massima serie spagnola con il Mejorada FS dove rimane appena un anno per poi approdare nelle file del Segovia; nella stagione 1998-99 il giovane brasiliano vince il campionato nonché la classifica marcatori, tre coppe di Spagna tra il 1998 ed il 2000, quattro supercoppe ma soprattutto un European Champions Tournament e una Coppa Intercontinentale entrambe nell'anno 2000. Nel 2003 passa ai madrileni del Boomerang Interviú con cui vince tre titoli consecutivi tra il 2003 ed il 2005, tre coppe di Spagna, tre supercoppe, tre Coppe UEFA, tre Coppe Intercontinentali (2005, 2006, 2007) e due Coppe Iberiche.

## Palmarès

### Club
- Coppa UEFA: 3

Inter: 2003-04, 2005-06, 2008-09

### Nazionale
- Campionato mondiale: 1

2000
- Campionato d'Europa: 4

2001, 2005, 2007, 2010